# Jefke Janssen
Jefke Janssen, més conegut com a Jef Janssen (Elsloo, Stein, 28 d'octubre de 1919 - 3 de desembre de 2014) va ser un ciclista neerlandès que fou professional entre 1946 i 1954.
En el seu palmarès destaquen dos Campionats dels Països Baixos de ciclisme en ruta i la medalla de bronze al Campionat del Món de ciclisme de 1947 disputat a Reims.

## Palmarès
- 1944
  - Campió dels Països Baixos de la Categoria independent
- 1946
  - 1r a la Mijn-Peel-Mijn
- 1947
  -  Campió dels Països Baixos en ruta
  - 3r al Campionat del Món de ciclisme
- 1948
  - 1r a la Maas-Peel-Mijnkoers
- 1949
  -  Campió dels Països Baixos en ruta
- 1950
  - 1r del Tour de Limburg i vencedor d'una etapa
  - 1r de la Volta a Saarland

### Resultats al Tour de França
- 1947. 32è de la classificació general
- 1948. 36è de la classificació general
- 1950. Abandona (5a etapa)
- 1953. Abandona (7a etapa)

### Resultats a la Volta a Espanya
- 1946. Abandona (11a etapa)